# Kaltzonenprinzip
Das Kaltzonenprinzip ist eine Bauweise für Fritteusen. Alle gewerblichen Geräte sind heutzutage nach diesem Prinzip gebaut.
Beim Kaltzonenprinzip wird das Fett mit Heizelementen erhitzt, die in einigem Abstand über dem Boden der Pfanne frei im Fett hängen. Unter den Heizelementen ist eine Zone kühleren Fettes (etwa 85 °C im Gegensatz zu bis zu 190 °C über dem Heizelement), die namensgebend ist. Durch diese Anordnung können beim Frittieren Reste des Frittierguts auf den Boden der Fritteuse absinken, ohne dort zu verbrennen, wie es bei herkömmlichen Aufbauten mit Heizelementen unter dem Boden der Fall ist.
Die Vorteile des Kaltzonenprinzips sind schnelleres Aufheizen, längere Standzeit des Backfetts und weniger acrylamidbelastetes Essen.